# Język idi
Język idi, także: diblaeg, dimisi (a. dimsisi), tame (a. taeme) – język papuaski używany w Prowincji Zachodniej w Papui-Nowej Gwinei, na północny wschód od terytorium języka agob. Według danych z 2000 roku posługuje się nim 1610 osób.
Ethnologue wyróżnia dwie odmiany dialektalne: idi (800 użytkowników), tame (780 użytkowników). Nazwy tych dialektów są również wzmiankowane jako nazwy samego języka. Wraz z językiem agob tworzy złożony zespół dialektów, gdzie idi i agob są przeciwległymi krańcami kontinuum. Agob i idi (wraz z tame) należą do samodzielnej rodziny języków pahoturi (związki z innymi rodzinami pozostają nieustalone).
Jest zapisywany alfabetem łacińskim.